# Xã Oliver, Quận Scott, Arkansas
Xã Oliver (tiếng Anh: Oliver Township) là một xã thuộc quận Scott, tiểu bang Arkansas, Hoa Kỳ. Năm 2010, dân số của xã này là 59 người.